# Роберт I (Хеспенгау)
Роберт I от Хеспенгау (на немски: Robert I; Rupert I; Rodbertus, Ruodbertus, Rotpertus, Erodbert; * вер. 700/710; † пр. 764) от род Робертини, е франкски херцог на Неустрия и херцог в Хеспенгау, пфалцграф 741/742 г., граф в Оберрейнгау и Вормсгау.

## Живот
Син е на Ланберт II († пр. 741), граф в Неустрия и Австразия, и съпругата му, вероятно Хротлинд, дъщеря на крал Теодорих III от рода на Меровингите. Сестра му Ландрада е майка на Хродеганг († 766), епископ на Мец (742 – 766) и от 754 г. архиепископ на Австразия.
През 732 г. Роберт I става „дук“ („Dux“) в Хеспенгау и граф в Горен Рейнгау и Вормсгау и от 741/742 г. кралски пфалцграф и 757 г. кралски мисус в Италия по времето на крал Хилдерих III. Той също е граф в Мазуариергау и значим поддръжник на Каролингите.
Роберт I ръковори през 756/757 г., заедно с абат Фулрад от Сен Дени († 784), провеждането на договорите с лангобардите.
Роберт I се жени 730 г. за Вилисвинт/Вилисвинда († сл. 12 юли 764/776), наследничка на Ханхайм и Шархоф, дъщеря на Аделхелм граф във Вормсгау. След смъртта му съпругата му и син му Канкор основават през 763/764 г. манастир Лорш. Тя го обзавежда богато.
Зиграмнус (Сигранд), съпругът на сестра му Ландрада, става граф в Хеспенгау.

## Деца
Роберт I и Вилисвинт/Вилисвинда имат децата:
- Канкор († 771/сл. 782), граф в Алемания и от 758 г. в Оберрейнгау, женен за Ангила
- Анселм († 780/790, убит в битка в Ронсесвалес, Испания), пфалцграф
- Турингберт (* 735; † юни 770 или по-късно), баща на граф Роберт II от Хеспенгау († 807) и прадядо на Робер Силни († 866)
- Роберт, сл. 786 абат на Сен-Жермен-де-Фосе